# Karl Reschke (Funktionär)
Karl Reschke (* 16. Dezember 1925 in Oberbeuna, Kreis Merseburg) ist ein Funktionär der deutschen Gehörlosen- sowie Gehörlosensportbewegung. Er war Präsident des Gehörlosen- und Schwerhörigen-Verbandes der DDR.

## Leben
Reschke besuchte von 1931 bis 1939 die Gehörlosenschule in Erfurt und erlernte den Beruf des Verwaltungsangestellten. Von 1954 bis 1990 arbeitete er als Sportlehrer an der Gehörlosenschule „Albert Gutzmann“ in Berlin. Reschke war aktiver Leichtathlet. 1953 nahm er als Sprinter (100 m und 200 m) an den VII. Weltspielen der Gehörlosen in Brüssel teil. 
Im Frühjahr 1957 gehörte Raschke in Halle (Saale) zu den Mitbegründern des Allgemeinen Deutschen Gehörlosenverbandes (seit 1973 Gehörlosen- und Schwerhörigen-Verbandes der DDR). Er war von 1957 bis 1982 Vorsitzender des Bezirksverbandes Berlin. 1977 wurde er Vizepräsident und fungierte von 1982 bis 1989 als Präsident des Gehörlosen- und Schwerhörigen-Verbandes der DDR. Bereits seit 1961 gehörte Reschke als Mitglied dem Zentralvorstand des Gehörlosen- und Schwerhörigen-Verbandes an. Er war Mitglied der SED. 
Viele Jahre hatte Reschke ehrenamtliche Funktionen in den Berliner Sportgemeinschaften inne. Zuletzt war er Bereichsleiter für Hörgeschädigte im Bezirksausschuss des Deutschen Sportverbandes für den Versehrtensport in der DDR.
Nach der Wende wurde Reschke 1994 in den Vorstand des Gehörlosen-Sportverbandes Berlin-Brandenburg gewählt. Er war bis 2002 dessen stellvertretender Vorsitzender. Nach dem krankheitsbedingten Rücktritt des 1. Vorsitzenden Harry Förster übte Reschke das Amt des 1. Vorsitzenden bis zur nächsten Wahl kommissarisch aus.
Er arbeitet zurzeit (2015) ehrenamtlich als Archivar über die Gehörlosensportbewegung und die Berliner Gehörlosenbewegung.

## Auszeichnungen
- Goldene Vereinsnadel und Ehrenmitglied (2002) des Berliner-Gehörlosen-Sportvereins 1900 e.V.
- Heinrich-Siepmann-Plakette (2006)
- Verdienstkreuz am Bande des Verdienstordens der Bundesrepublik Deutschland (2011).